# Ngerksiul
Ngerksiul (auch: Ngargersiul Island) ist eine winzige Koralleninsel beziehungsweise die Riffkrone des Ngetbar-Riffes im Inselstaat Palau im Pazifischen Ozean.

## Geographie
Die winzige Insel hat einen schmal-lanzettlichen Grundriss und liegt an der Riffkante des Ngetbar-Riffes auf der Linie, die sich von der Hauptinsel Peleliu und Ngebad über Ngerechong vorbei an Macharar nach Nordosten zieht.